# 至高点
至高点（しこうてん、英: bliss point）とは、経済学において、この点を超えた量を消費することで消費者の満足度がかえって下がってしまう点を意味する。

## 解説
予算制約がない場合で効用が最大化される消費量である。言い換えると、金に糸目をつけずに使う裕福な消費者が消費しようと判断する量のことである。